# Setge de Lleida de 1464
El setge de Lleida de 1464 va tenir lloc entre març i juliol de 1464 durant la Guerra Civil catalana. Va ser dirigit personalment per Joan el Sense Fe i va acabar amb la capitulació de la ciutat de Lleida el 6 de juliol.

## Antecedents
El 27 d'octubre del 1463 la Generalitat de Catalunya va oferir la corona d'Aragó a Pere de Portugal, conestable Pere de Portugal, que al·legant els seus drets successoris a la Corona com a net de Jaume II d'Urgell s'havia postulat a les autoritats catalanes el novembre de 1462 per a regnar al Principat, sent rebutjada la seva proposta. En l'elecció del conestable de Portugal, les autoritats revolucionàries catalanes van valorar els drets successoris, el suport que podria rebre de Portugal i Borgonya. Va ser rebut amb gran solemnitat quan va desembarcar a Barcelona el gener del 1464 portat per dues galeres catalanes que havien salpat l'1 de novembre. Donades les seves limitacions, s'alià amb el duc de Borgonya, enemic de Lluís XI de França. Aragonesos, valencians i mallorquins, mentrestant, presten suport a Joan el Sense Fe, a més dels buscaires i remences i alguns nobles i clergues com Bernat Saportella, diputat del Principat de Catalunya, es posa al costat del rei.
Al gener de 1464, li fou confiada la màxima direcció de l'exèrcit que lluitava en el l'interior del país entre Cervera i Lleida a Pedro de Eça.
Una vegada descartada l'amenaça castellana en aplicació de la sentència arbitral de Baiona, Joan el Sense Fe va desplegar una ofensiva per ocupar el ponent del Principat de Catalunya. Així, doncs, al març de 1464 va començar el setge de Lleida dirigit pel mateix rei al costat del seu fill Alfons VI de Ribagorça, Bernat Hug de Rocabertí i Rodrigo de Rebolledo. Per a aquesta empresa, Joan el Sense Fe havia aconseguit diners i soldats de les ciutats de Saragossa i València.

## El setge
La guarnició que defensava Lleida estava al comandament de Pedro de Eça, noble i militar al servei de Pere el Conestable de Portugal que el gener de 1464 havia estat proclamat per la Generalitat rebel com a nou sobirà del Principat de Catalunya. Aquest va maldar per enviar des de la ciutat de Barcelona els reforços necessaris perquè la ciutat resistís el setge, ja que la població de seguida es va veure afligida per la fam i la carestia —«mentre els cavallers lluitaven en les muralles, la gent amagria pel poc menjar i el molt sofrir», en paraules de Jaume Vicens i Vives—, però no va aconseguir dels barcelonins els diners suficients per a reclutar les tropes necessàries per aixecar el setge i, a més, les poques que va poder enviar mancaven de moral de combat —un testimoni de l'època va afirmar que semblava que anessin a la forca. Pere el Contestable de Portugal es va traslladar a Cervera però des d'allí no va poder presentar batalla als invasors per la qual cosa no va poder evitar la rendició de la ciutat que es va produir el 6 de juliol, després de dues setmanes d'una terrible batussa.

## Conseqüències
L'endemà de la capitulació, Joan el Sense Fe feu la seva entrada a Lleida sense prendre cap mena de represàlia contra els seus habitants malgrat els temors d'aquests en sentit contrari. Allí va confirmar els privilegis de la ciutat excepte en dues qüestions fonamentals, la més important de les quals era que la jurisdicció real ja no seria compartida amb els jurats de la ciutat.
Aquest daltabaix per a la causa rebel va obligar Pere a abandonar la seva forma autoritària de poder, amb mesures com l'expulsió de Barcelona de les famílies de reialistes com Arnaldo Scarit, Joan Francesc Boscà, Galcerán Dusay i Ramón Marquet.